# 嘉義県政府
嘉義県政府（かぎけんせいふ、繁体字中国語: 嘉義縣政府）は、中華民国（台湾）の地方自治団体である嘉義県の行政機関。首長は嘉義県長。

## 沿革
- 1945年 - 台湾光復により、日本統治時代の嘉義市は台湾省の省轄市（現在の市）となり、嘉義市政府が発足。
- 1946年 - 嘉義市が台南県水上郷と太保郷を編入。
- 1950年 - 行政区域調整が実施され、嘉義市が廃止される。嘉義市の6区を4鎮2郷に統合（4鎮2郷）と台南県嘉義区（1鎮9郷）・台南県東石区（2鎮4郷）が合併し、区制が廃止され、嘉義県となり、嘉義県政府が発足。
- 1951年 - 新東鎮・新西鎮・新南鎮・新北鎮が合併し、嘉義県の県轄市としての嘉義市が発足。7鎮15郷を1市3鎮15郷に統合。
- 1982年 - 嘉義市が県轄市から省轄市に再昇格し、県から離脱。
- 1991年 - 太保郷は県政府の移転に伴い県轄市に昇格し、太保市に改称。3鎮15郷を1市3鎮14郷に統合。
- 1992年 - 朴子鎮は県議会の移転に伴い県轄市に昇格し、朴子市に改称。1市3鎮14郷を2市2鎮14郷に統合。

## 庁舎
- 1920年、嘉義郡役所
- 1930年、嘉義市役所
- 1945年、嘉義市政府
- 1950年、嘉義県政府
- 1991年、現在の庁舎（嘉義県政中心ビル）が完成した。